# Buglosse d'Italie
Anchusa azurea
Espèce
Classification phylogénétique
La Buglosse d'Italie ou Buglosse azurée (Anchusa azurea) est une espèce de plantes herbacées de la famille des Boraginaceae.
Synonyme (non accepté par ITIS) :
- Anchusa italica Retz.

Certains auteurs, qui admettent la synonymie entre les deux noms, acceptent le nom de Anchusa italica Retz. et rejettent Anchusa azurea Mill. Pourtant la description de Miller est antérieure (1768) à celle de Retzius (1779). Il semble donc logique que le nom donné par Miller soit préféré, selon le code de nomenclature.
Elle pousse dans les prairies tempérées d'Asie et d'Europe.
Ses feuilles sont à pilosité rude et ses fleurs, d'un bleu très vif, mesurent de 15 à 25 mm de large.

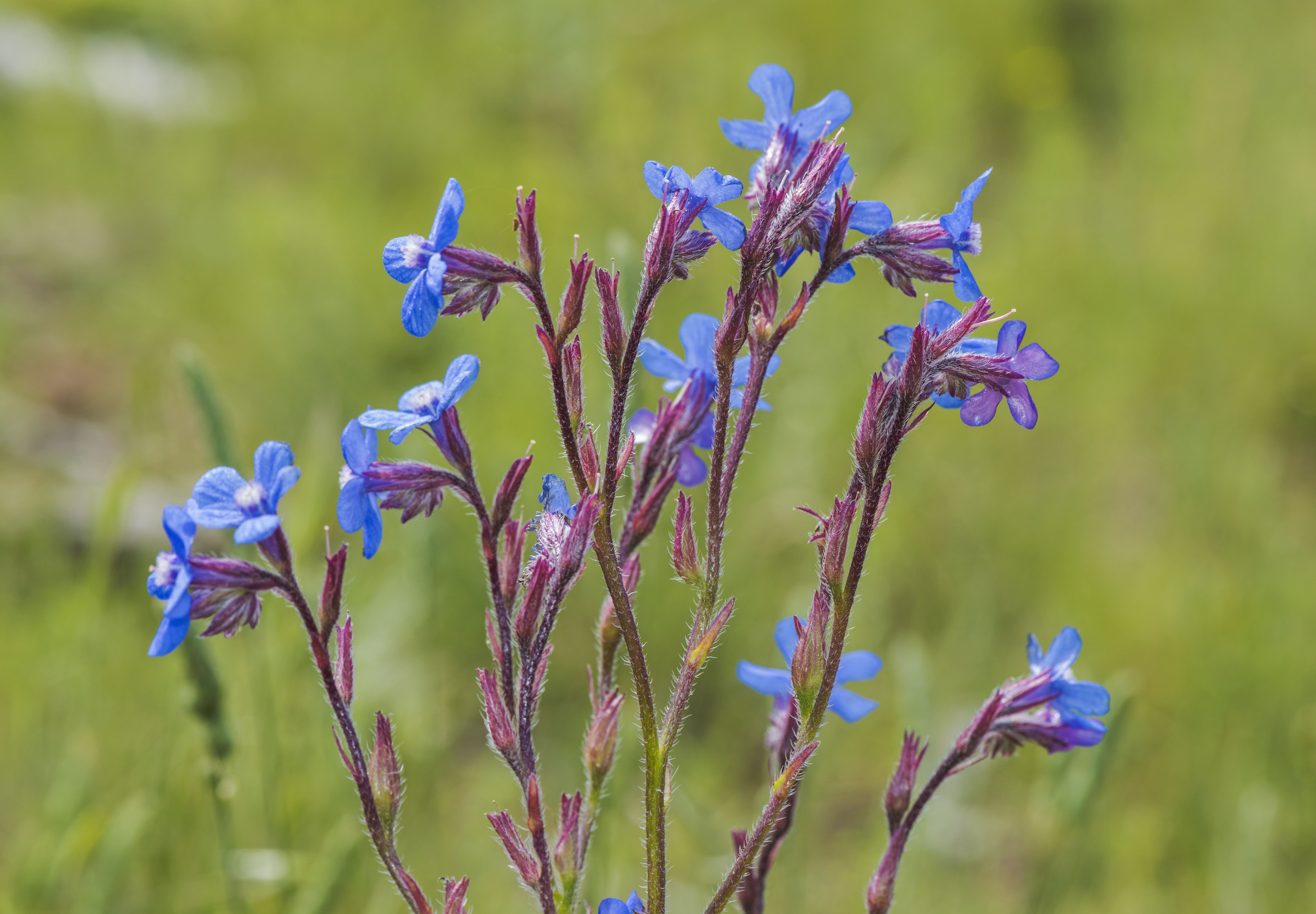
Anchusa azurea dans la Réserve naturelle régionale de Sainte Lucie

## Description

### Caractéristiques
Organes reproducteurs
- Couleur dominante des fleurs : bleu, rose
- Période de floraison : juin-septembre
- Inflorescence : racème de cymes unipares scorpioïdes
- Sexualité : hermaphrodite
- Pollinisation : entomogame

Graine
- Fruit : akène
- Dissémination : épizoochore

Habitat et répartition
- Habitat type : friches vivaces xérophiles, méditerranéennes
- Aire de répartition : méditerranéen

Données d'après : Julve, Ph., 1998 ff. - Baseflor. Index botanique, écologique et chorologique de la flore de France. Version : 23 avril 2004.